# SIAI S.8
Le SIAI S.8 est un hydravion italien de reconnaissance des années 1910. 

## Conception et développement
La Societa Idrovolanti Alta Italia (SIAI) fut créé en 1915, initialement pour construire des hydravions français sous licence. La société employait Raffaele Conflenti en tant que chef du bureau d'études, sa première réalisation fut le SIAI S.8, un hydravion biplan biplace qui vola pour la première fois en 1917. La Marine italienne commanda 800 S.8 qui devaient être construits par SIAI et des sous-traitants. Avec la fin de la guerre, la production fut arrêtée alors que 172 avions avaient été livrés. Les premiers exemplaires étaient équipés de moteurs Isotta Fraschini V4B, les suivants avaient un Hispano-Suiza 44 de 220 ch.

## Histoire opérationnelle
L'avion équipa cinq escadrons de la Regia Marina. En 1920, seulement 63 avions avaient survécu et la plupart étaient stockés.

## Opérateurs
Royaume d'Italie
- Regia Marina